# Beequeen
Beequeen is een muziekgroep uit Nederland rond Frans de Waard en Freek Kinkelaar.
Beequeen is opgericht in 1988 in Nijmegen, Nederland, door Frans de Waard en Freek Kinkelaar. Ze maakten allebei deel uit van de doe-het-zelfscène van de jaren tachtig, namen muziek op en brachten deze uit en publiceerden art-zines. De naam Beequeen is ontstaan uit een wederzijdse bewondering voor de werken van de Duitse conceptuele kunstenaar Joseph Beuys. De naam is een bewerking van Beuys 'werk uit 1956 Bienenkönigin, wat Duits is voor bijenkoningin.
In de zomer van 1988 nam Beequeen hun eerste album op en bracht het uit, een cassette getiteld Mappa Mundi, uitgebracht op het label van De Waard's Korm Plastics. Dit leidde tot een reeks van 20+ albums, uitgebracht tussen 1988 en 2020 op verschillende labels over de hele wereld. Tussen 1988 en 2002 kan Beequeens muziekstijl worden omschreven als experimentele ambient-dronemuziek. In 2002 breidde hun muzikale pallet uit toen Beequeen liedjes in hun muziek begon op te nemen, waarbij ze experiment met dreampopmuziek op hun album Ownliness mengden. De muziek die is geschoeid op elektronische leest klinkt als een kruising tussen Spinvis, Bauer en Fay Lovsky.
In 1999 bracht Beequeen een dubbele LP box set uit met live optredens op hun eigen label Plinkity Plonk records. Het label zou onder meer muziek uitbrengen van De Fabriek, Mirror, Edward Ka-spel, Legendary Pink Dots, Paul Panhuysen en The Hafler Trio. Beequeen speelde live in Nederland, België, Duitsland en Polen. In 2011 toerde Beequeen met Andrew Liles aan de Amerikaanse westkust. De tour werd georganiseerd door hun Amerikaanse platenlabel Important records. Beequeen trad in 2013 ook op in Rusland. De band verscheen ook op de Nederlandse nationale radio en regionale televisie.
In 2007 voegde zangeres Olga Wallis zich bij Beequeen op het album Sandancing. Het album Around Midnight uit 2014 werd geproduceerd door Mekanik Kommando en Use of Ashes-lid Peter van Vliet (link 5). Het album werd gevolgd door de single Sturmwind / Gilbert op Tonefloat-records. Van 2015 tot 2020 was Beequeen inactief. In 2020 brachten De Waard en Kinkelaar een nieuw Beequeen-album uit getiteld Winter. Het album is gemaakt op basis van eerdere niet-uitgebrachte archiefopnames en gloednieuwe opnames gemaakt in de winter van 2020.
Freek Kinkelaar is ook tevens actief in diverse soloprojecten, waaronder Brunnen en hij speelt momenteel in The Blue Mask. Frans de Waard was en is actief onder verschillende gedaantes zoals Kapotte Muziek, Goem, Shifts en Quest. Hij publiceert ook Vital Weekly, een online nieuwsbrief met recensies over experimentele muziek.

## Discografie

### Geluidscassette
1. Mappa Mundi (C45  juni 1990)

### Singles
1. Tractus locomotorius
2. Nouen (opgenomen in tweede versie Der Holzweg)
3. Summer rain (EP)
4. Long stones and circles
5. The Vault
6. White dusk/ Fly like an eagle
7. Adeste fideles
8. Dovidzdane Vanja (The death of beequeen)
9. Jamaiva plain
10. White bike
11. Sturmwind

### Elpees en compact discs
1. Scala destillans (lp  22 augustus 1990)
2. Fond (33RPM enkele kant lp begin 1991)
3. Der Holzweg (cd /lp- 1993)
4. Time Waits For No One (cd mei 1994)
5. Sugarbush (cd - oktober 1995)
6. Music For The Head Ballet (cd - augustus 1996)
7. Split (33RPM lp 1996)
8. Stetson (cd - 19 maart 1997)
9. The surrough gate (33RPM 10 inch - september 1997)
10. Do be do, a live anthology 1989-1999 (Dubbelelpee met boekwerk 1 januari 1999)
11. Treatise (cd  22 september 2000)
12. Natursymfonier (33RPM lp  4 februari 2002)
13. Ownliness (cd  30 mei 2002)
14. a touch of brimstone (cd met boekwerk 1 november 2002)
15. Gund (cd  14 februari 2003)
16. Aughton the patient books (lp november 2004)
17. The Bodyshop ()
18. Seltenturm - the beesides (2007)
19. Sandancing (2008)
20. Sandancing - Demos (10 februari 2008)
21. Port out starboard home (2011)
22. Around midnight (2014)